# Kristen Vadgaard
Kristen Møller Vadgaard (Stenild, 2 giugno 1886 – Gjern, 16 febbraio 1979) è stato un ginnasta danese.

## Palmarès

### Olimpiadi
- 1 medaglia:
  - 1 argento (Stoccolma 1912 nel concorso svedese a squadre)